# 地中海潜艇区舰队
地中海潜艇区舰队（德語：U-Flottille Mittelmeer），1917年6月以前称为普拉潜艇区舰队（德語：U-Flottille Pola），是德国于第一次世界大战期间为支持盟友奥匈帝国，由德意志帝国海军在亚得里亚海港口普拉和卡塔罗设立的一支潜艇或称U艇部队，主要负责打击地中海水域的协约国航运。区舰队由德国母港派出的远洋潜艇和近岸潜艇（UB及UC级）组成，前者是经由大西洋和直布罗陀海峡自行前往，后者则通过铁路分件运送至普拉，并在奥匈帝国海军的兵工厂组装。
在建制的三年间，先后有45艘潜艇在地中海区舰队服役，其中11艘在作战中阵亡。由于地中海对于破坏航运的有利条件，它们在U艇战中造成了协约国不成比例的大量损失。协约国损失的1400万吨船舶中有360万吨在地中海被击沉。德意志帝国海军内击沉总吨位最高的十二位U艇王牌指挥官中有8人都曾在地中海区舰队服役，其中包括洛塔尔·冯·阿尔诺·德·拉·佩里耶和瓦尔德马尔·科普哈梅尔。至1918年底战役结束时，地中海区舰队被撤回德国。其麾下的UB-50号潜艇临末击沉了不列颠尼亚号战列舰，是一战中最后一艘在U艇战中被击沉的英国军舰。

## 历史

### 1915年

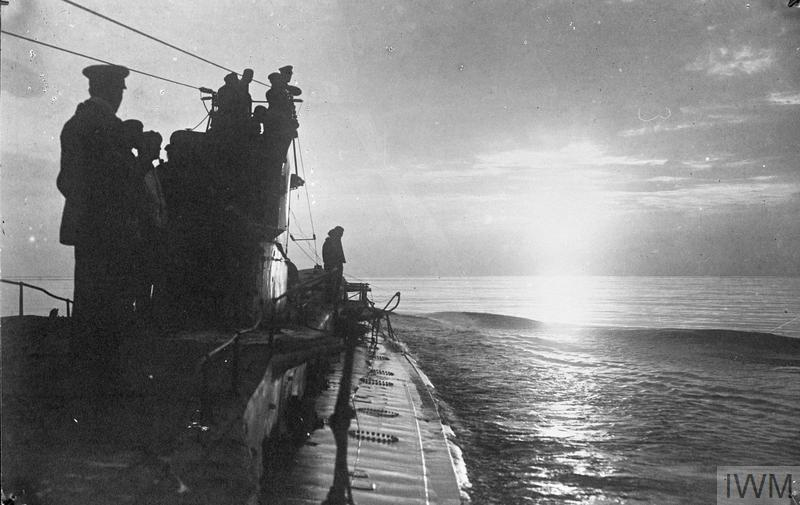
U-35号在地中海巡逻，这是德国在一战中的潜艇王牌

第一次世界大战爆发后，随着英法联军于1915年春季攻入达达尼尔海峡，且前盟友意大利表现出明显的背离趋势，德国认为有义务支持同盟国奥匈帝国作战，并巩固与战争伙伴奥斯曼帝国的关系，遂决定派遣潜艇进入地中海。1915年4月1日，德意志帝国海军在奥匈帝国军港普拉组建了“普拉潜艇特遣队”（U-Boot-Sonderkommando Pola），以监督已经或即将从德国通过铁路运往普拉的潜艇组装情况。初期兵力包括小型的UC级布雷潜艇UC-12、UC-13、UC-14和UC-15号，以及配备有两具鱼雷发射管的UB-14号。UB-14、UC-13和UC-15号随即被立即转移至君士坦丁堡，以支援奥斯曼帝国争夺达达尼尔海峡的控制权。与此同时，U-21号于4月25日成为第一艘被派往地中海的远洋潜艇，并于5月13日抵达卡塔罗。
7月1日，普拉U艇特遣队与在此期间被陆续转移至地中海的潜艇合组为“普拉潜艇半区舰队”（U-Boot-Halbflottille Pola），另外两艘远洋潜艇U-34和U-35号也于8月行军穿越直布罗陀海峡加入半区舰队。U-33、U-38和U-39号则紧随其后于9月入列。至10月初，在普拉和更靠南的卡塔罗已部署有5艘中型和2艘小型潜艇，其中中型艇均驻扎在卡塔罗，它们仅在进行维护和修理工作时才会返回普拉。奥匈帝国的鱼雷艇护航舰盖亚号此时被用作潜艇母舰，同时服务于奥匈帝国和德国潜艇。为了避免德国潜艇与具有相同编号的奥匈潜艇之间出现混淆，普拉区舰队的潜艇均使用奥匈编号。甚至在1916年8月28日意大利对德宣战之前，这些潜艇出于保密原因还会悬挂奥匈帝国海军旗帜。
11月18日，普拉潜艇半区舰队更名为“普拉潜艇区舰队”。区舰队的首任队长是海军上尉瓦尔德马尔·科普哈梅尔，他同时也兼任U-35号艇长直至1917年7月。

### 1916－1917年

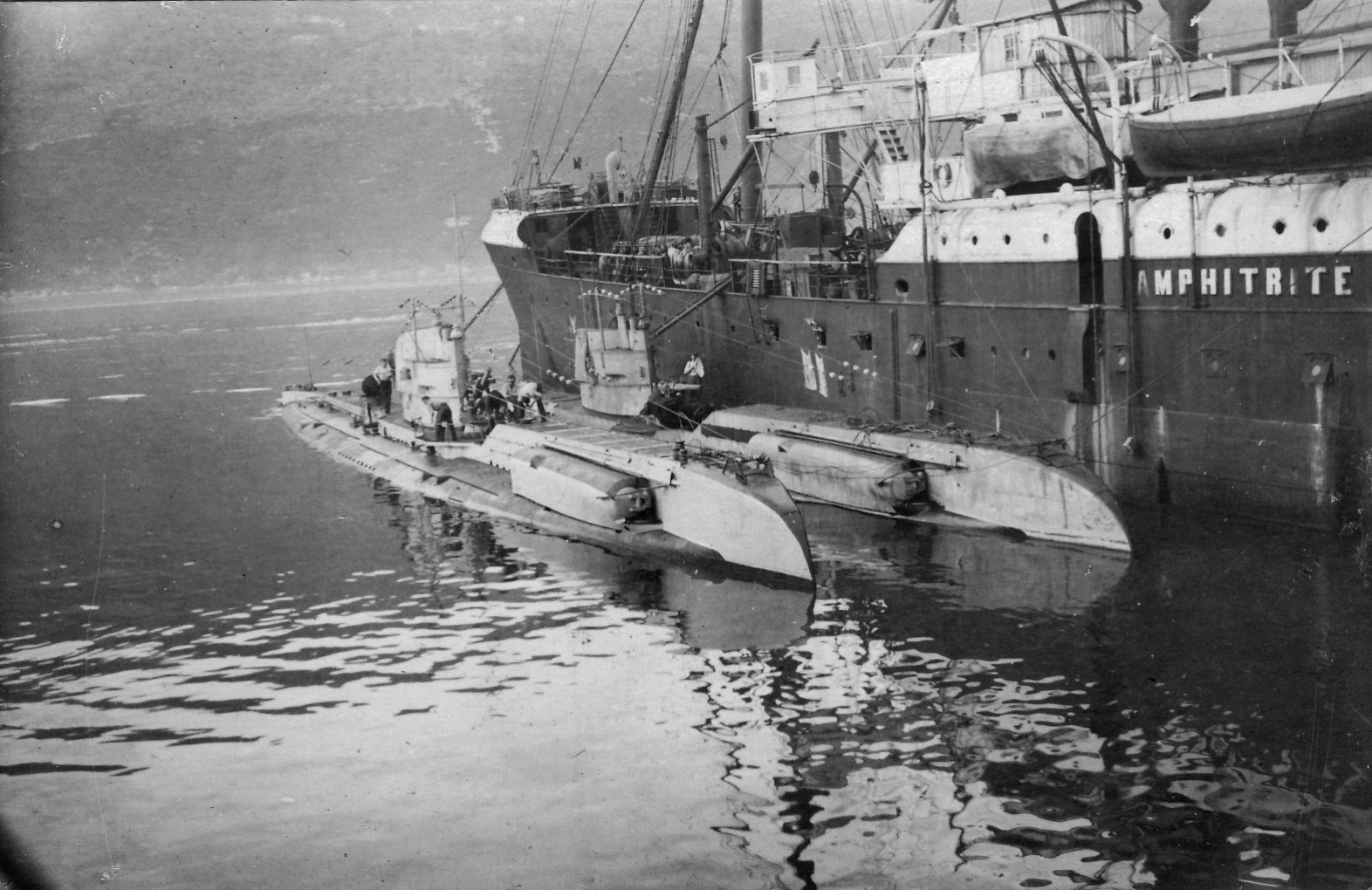
两艘UC级布雷潜艇在卡塔罗基地

由于地中海宽广且水深的自然条件对于发动破交战十分有利，因此投入普拉区舰队作战的德国潜艇数量很快便大幅增加，至1916年底已达逾20艘。首先，U-73号于1916年4月自行穿越直布罗陀海峡进入亚得里亚海；紧接着UB-42、UB-43、UB-44、UB-45、UB-46和UB-47号陆续于4月和5月通过铁路运往普拉。其中UB-42、UB-44和UB-45号于1916年8月转配君士坦丁堡半区舰队，UB-46号也于10月移至君士坦丁堡。UB-43和UB-47号则于1917年7月30日售予奥匈帝国海军，并分别以U-43和U-47号之名重新投入服役。
1916年7－8月，海军上尉洛塔尔·冯·阿尔诺·德·拉·佩里耶率领U-35号在单次巡逻中便击沉了容积总吨达90350吨的54艘船，这极大鼓舞了国家海军办公室，从而派出更多的潜艇。1916年9月至11月，远洋潜艇U-32、U-63、U-64、U-65和U-72号以及小型潜艇UC-22来到亚得里亚海。紧随其后的还有12月的UC-20、UC-23、UC-35和U-47号以及1917年1月的UC-34、UC-37和UC-38号。此外，在1917年2月（UC-24号）、3月（UC-74号）、4月（UC-25号）、6月（UC-53和UC-73号）及7月（UC-52和UC-54号）还有进一步的增援。
1917年6月，区舰队正式更名为“地中海潜艇区舰队”。至此，该部队共拥有约二十余艘不同类型的潜艇。1918年1月1日，区舰队被拆分为驻普拉的“地中海潜艇第一区舰队”（I. U-Flottille Mittelmeer，队长为奥托·舒尔策上尉）和驻卡塔罗的“地中海潜艇第二区舰队”（II. U-Flottille Mittelmeer，队长为鲁道夫·阿克曼上尉），共同受新设编的地中海U艇首长、海军上校特奥多尔·皮伦管辖，其职权范围还包括驻君士坦丁堡的君士坦丁堡半区舰队。1917年9月和10月，又有六艘艇加入了它们的行列，分别为UB-48、UB-49、UB-50、UB-51、UB-52和UB-66号。即使在战争的最后一年，也仍然有潜艇补充进来，以顶替遭受战损艇只，它们是：UB-67（作为训练艇）、UB-68、UB-105、UB-128和UB-129号。UB-130、UB-131与UB-132号本应跟随其后，但随着奥匈帝国预期退出战事，它们未能前往普拉。
1917年12月和1918年4月派出的三艘潜艇则已经在其转运航行中失去：UB-69号于1918年1月9日在比塞大附近遭深水炸弹击沉，UB-70号于1918年5月初在直布罗陀以东以不明原因沉没，而UB-71号则是在1918年4月21日通过直布罗陀海峡后立即被深水炸弹炸毁。

### 1918年

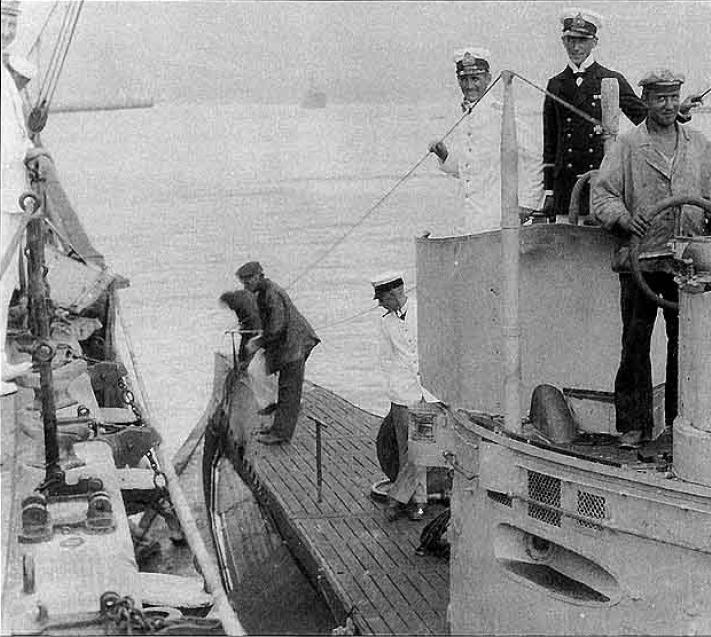
UB-45号在亚得里亚海与一艘奥匈帝国军舰并肩作战

至1918年3月，皮伦麾下平均每天都有十艘艇在海上活动。当局愈发重视小型潜艇，因此当大型潜艇不再可用或返回德国进行大修时，将不再进行替换。而随着敌军空袭的威胁日益增大，也使得驻扎在卡塔罗的大型潜艇的运用更加困难。在1918年9月和10月，平均每天有五到九艘艇在服役，至10月底仍然维持七至八艘。
海军上校库尔特·格拉斯霍夫于8月28日接替皮伦成为地中海U艇首长，但他于10月罹患伤寒，使皮伦不得不于10月9日再次接任。
在整个战争期间，地中海区舰队的最大规模为32艘潜艇。从1915年至1918年，先后有45艘艇在该区舰队服役，其中的18艘被击沉或失踪。这些潜艇尤其在夜间能够相对轻易地从亚得里亚海穿越奥特朗托屏障到达爱奥尼亚海，因此取得了相当大的成功。德国潜艇主要攻击地中海盆地西部的协约国船舶，而驻扎在君士坦丁堡的潜艇和奥匈帝国海军潜艇则主要在地中海东部和黑海作战。它们合共击沉了约360万吨的协约国或中立国船舶，占德国潜艇在战争期间击沉总吨位的30%。

### 解散
1918年10月，已经可以预见奥匈帝国将很快解体并退出战争。10月24日，皮伦向时任海军总参谋长的赖因哈德·舍尔上将建议并得到命令，将所有适航潜艇突破封锁遣回德国，以免在奥匈帝国停战后落入敌手。无法航行的潜艇则会被凿沉。此时，地中海区舰队仍有28艘潜艇（不含使用奥匈帝国海军编号的德军潜艇）滞留在地中海各军港，其中18艘处于待修状态。10月28日，普拉基地开始撤退，第二区舰队队长阿克曼上尉及余下官兵则一同于两天后乘坐客轮克利欧佩特拉号离开已宣布独立的卡塔罗，然后从普拉换乘火车前往德国。
共有15艘驻扎在亚得里亚海的德军潜艇踏上了归乡的漫漫征程，其中9艘从普拉出发，3艘从卡塔罗出发，而仍在海上执行巡逻任务的U-34、UC-73和UC-74号也受命直接返回德国。最终，只有13艘潜艇历经磨难能够抵达挪威或德国本土。在返程途中，UB-50号甚至设法在斯帕特尔角击沉了英国战列舰不列颠尼亚号，是一战中最后一艘在U艇战中被击沉的英国军舰。从安纳托利亚返航的UC-74号只能抵达西班牙的巴塞罗那，便因燃油不足而被港口当局扣押。U-34号则于10月18日出发执行最后一次巡逻任务后便失去了踪迹；如果没有发生意外，它很可能是在直布罗陀附近海域被英国Q船女桢号用深水炸弹击沉。这也是战争期间损失的最后一艘德国U艇。
共有10艘修复无望的潜艇被凿沉，其中驻普拉的U-47、U-65、UB-48、UC-25、和UC-53号于10月28日，U-73和UC-34号于30日自沉于港内；刚入役不久的UB-129号于31日在阜姆被炸毁；驻的里雅斯特的UC-54号和驻卡塔罗的U-72号则分别于10月28日和11月1日自沉。随着奥斯曼帝国覆灭，君士坦丁堡半区舰队的4艘潜艇先是撤退至塞瓦斯托波尔，但最终也于11月26日在队长汉斯·亚当上尉的指挥下向当地的协约国军队缴械投降。

## 历任指挥官

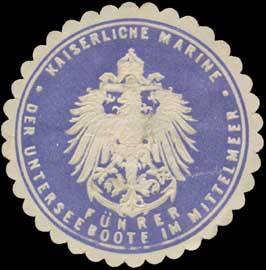
地中海U艇首长封印

- 普拉特遣队队长：海军上尉汉斯·亚当（1915年3月－7月）[24]
- 普拉半区舰队队长：海军上尉汉斯·亚当（1915年7月－11月）[24]
- 普拉区舰队队长：海军上尉瓦尔德马尔·科普哈梅尔（英语：Waldemar Kophamel）（1915年11月－1917年6月）[25]
- 地中海区舰队队长：海军上校/准将特奥多尔·皮伦（1917年6月－1918年1月）
- 地中海U艇首长：海军上校/准将特奥多尔·皮伦（1918年1月－8月，10月），[15]海军上校/准将库尔特·格拉斯霍夫（1918年8月－10月）[21]
  - 地中海第一区舰队队长：海军上尉/少校奥托·舒尔茨（1918年1月－10月）
  - 地中海第二区舰队队长：海军上尉鲁道夫·阿克曼（1918年1月－10月）
  - 君士坦丁堡半区舰队队长：海军上尉汉斯·亚当（1918年4月－11月）[24]

## 脚注
1. ↑  陈进，第72-77頁.
2. ↑  陈进，第77頁.
3. ↑  陈进，第49-50頁.
4. ↑  陈进，第85頁.
5. ↑  Sokol，第109頁.
6. ↑  Cavallaro，第499頁.
7. ↑  Helgason, Guðmundur. . German and Austrian U-boats of World War I - Kaiserliche Marine - Uboat.net.   [2022-03-06].
8. ↑  陈进，第141頁.
9. ↑  Helgason, Guðmundur. . German and Austrian U-boats of World War I - Kaiserliche Marine - Uboat.net.   [2009-02-12].
10. ↑  Helgason, Guðmundur. . German and Austrian U-boats of World War I - Kaiserliche Marine - Uboat.net.   [2009-02-12].
11. ↑  Helgason, Guðmundur. . German and Austrian U-boats of World War I - Kaiserliche Marine - Uboat.net.   [2009-02-12].
12. ↑  陈进，第82頁.
13. ↑  Helgason, Guðmundur. . German and Austrian U-boats of World War I - Kaiserliche Marine - Uboat.net.   [2009-02-23].
14. ↑  Helgason, Guðmundur. . German and Austrian U-boats of World War I - Kaiserliche Marine - Uboat.net.   [2009-02-23].
15. 1 2  Bradley，第71-72頁.
16. 1 2 3  陈进，第268頁.
17. ↑  Helgason, Guðmundur. . German and Austrian U-boats of World War I - Kaiserliche Marine - Uboat.net.   [2022-03-07].
18. ↑  Helgason, Guðmundur. . German and Austrian U-boats of World War I - Kaiserliche Marine - Uboat.net.   [2022-03-07].
19. ↑  Helgason, Guðmundur. . German and Austrian U-boats of World War I - Kaiserliche Marine - Uboat.net.   [2022-03-07].
20. ↑  Koburger Jr.，第89-90頁.
21. 1 2  Cavallaro，第500頁.
22. ↑  . South African Military History Society.   [2022-03-07]. （原始内容存档于2022-03-07）.
23. ↑  陈进，第268-269頁.
24. 1 2 3  Koburger Jr.，第82-83頁.
25. ↑  Helgason, Guðmundur. . German and Austrian U-boats of World War I - Kaiserliche Marine - Uboat.net.   [2022-03-07].